# Soie (film)
Pour les articles homonymes, voir Silk et Soie (homonymie).
Pour plus de détails, voir Fiche technique et Distribution.
Soie (Silk) est un film romantique-dramatique et historique réalisé par François Girard, sorti en 2007 au Festival international du film de Toronto et en France le 5 août 2009.
Ce film est une adaptation du roman Soie d'Alessandro Baricco. Il s'agit d'une coproduction canado-britannico-japonaise.

## Synopsis
Hervé Joncour, un jeune français marié, vit de la culture des vers à soie en 1861. Il se rend au Japon pour acquérir des cocons sains, une épidémie menaçant les siens. Au cours de son expédition, il s'éprend d'une mystérieuse jeune femme.

## Fiche technique
- Titre : Soie
- Titre original : Silk
- Réalisation : François Girard
- Scénario : Alessandro Baricco et François Girard
- Musique : Ryuichi Sakamoto
- Photographie : Alain Dostie
- Conception sonore : Claude Beaugrand, Olivier Calvert
- Pays d'origine :  Canada /  Royaume-Uni /  Japon
- Production : Niv Fichman, Nadine Lauque, Domenico Procacci et Sonoko Sakai
- Langue : anglais, français, italien, japonais
- Durée : 105 minutes (1 h 45)
- Dates de sortie :
  - Canada : 11 septembre 2007 (Festival international du film de Toronto) / 21 septembre 2007 (sortie nationale)
  - États-Unis : 11 septembre 2007 (sortie limitée)
  - Italie : 21 octobre 2007 (Festival international du film de Rome) / 26 octobre 2007 (sortie nationale)
  - Japon : 28 octobre 2007 (Festival international du film de Tokyo) / 19 janvier 2008 (sortie nationale)
  - Royaume-Uni : 9 novembre 2007
  - France : 5 août 2009

## Distribution
Légende : VQ = Version Québécoise
- Michael Pitt (VQ : Hugolin Chevrette) : Hervé Joncour
- Keira Knightley (VF : Sybille Tureau ; VQ : Catherine Proulx-Lemay) : Hélène Joncour
- Kōji Yakusho (VF : Omar Yami ; VQ : Jean-François Blanchard) : Hara Jubei
- Alfred Molina (VF : Gabriel Le Doze ; VQ : Guy Nadon) : Baldabiou
- Mark Rendall (VQ : Philippe Martin) : Ludovic Berbek
- Sei Ashina (en) : The Girl
- Tony Vogel : Café Verdun Man #1
- Toni Bertorelli : Verdun
- Kenneth Welsh : Mayor Joncour
- Martha Burns : Mme. Joncour
- Michael Golding : Clerk
- Carlo Cecchi : Priest
- Chiara Stampone : Béatrice Berbek
- Marc Fiorini : M. Chabert
- Leslie Csuth : M. Loiseau
- Tōru Tezuka : Japanese Guide
- Hiroya Morita : Japanese Elder #1
- Akinori Ando : Ronin
- Jun Kunimura : Umon
- Kanata Hongo : Japanese Boy
- Dimitri Carella : 2-Year-Old Ludovic
- Dominick Carella : 2-Year-Old Ludovic
- Callum Keith Rennie (VQ : François Trudel) : Schuyler
- Naoko Watanabe : Japanese Girl
- Hidetarō Honjō : Shamisen Player
- Nana Nagao : Geisha #1
- Saki Aoi : Geisha #2
- Hiroshi Oguchi : Japanese Elder #2
- Michio Akahane : Japanese Elder #3
- Yuya Takagawa : Japanese Trader #1
- Tarō Suwa : Japanese Trader #2
- Katy Saunders : Brothel Hostess
- Miki Nakatani (VQ : Geneviève Désilets) : Madame Blanche
- Max Malatesta : Customs Officer
- Joel Adams : 4-Year-Old Ludovic
- Luca De Bei : Café Verdun Man #2
- Edward Licht : Diplomat
- Domenico Procacci : Ambassador
- Nicola Tovaglione : 10-Year-Old Ludovic
- Francesco Carnelutti : Doctor
- Maddalena Maggi : Brothel Hostess #2
- Makoto Inamiya : Japanese Trader / Elder
- Makoto Matsubara : Japanese Trader / Elder
- Yuki Kawanishi : Japanese Trader / Elder
- Hidenori Shimizu : Japanese Trader / Elder
- Hiroki Takano : Japanese Trader / Elder